# Snow Hill (Maryland)
Snow Hill település az Amerikai Egyesült Államok Maryland államában, Worcester megyében, melynek megyeszékhelye is. Lakosainak száma 2156 fő (2020. április 1.).

## Népesség
A település népességének változása:

| 2010 | 2 103 |
| 2020 | 2 156 |